# Enfermedad mixta del tejido conectivo
La enfermedad mixta del tejido conectivo (EMTC) es una conectivopatía caracterizada por la presencia de títulos elevados de anticuerpos anti-RNP (ribonucleoproteína) junto con una mezcla de datos clínicos de lupus eritematoso sistémico (LES), esclerodermia y polimiositis.

## Epidemiología
La prevalencia de la EMTC es algo superior a la de la dermatomiositis e inferior a la del LES. En un estudio noruego de 2011 la prevalencia de EMTC era de 3,8 por 100.000 adultos, con una incidencia de 2,1 por millón por año.
La EMTC es mucho más frecuente en mujeres que en hombres.

## Cuadro clínico
Las manifestaciones clínicas iniciales de le EMTC  suelen ser inespecíficas, pudiendo consistir en malestar general, artralgias, mialgias y febrícula. El dato específico para sospechar le enfermedad es la presencia de anticuerpos antinucleares (ANA) positivos, con especificidad anti-RNP, asociado a fenómeno de Raynaud. Casi cualquier órgano puede estar afectado en la EMTC.
- Piel: El fenómeno de Raynaud es universal y casi siempre presente desde el inicio de la enfermedad. Su ausencia hace poner en cuestión el diagnóstico. Las alteraciones capilaroscópicas son semejantes a las de la esclerodermia. Se pueden observar otras alteraciones cutáneas del tipo de las observadas en el LES o la esclerodermia.
- Artritis: Los dedos hinchados y ocasionalmente el edema difuso de la mano son datos distintivos. La artritis suele ser más frecuente y severa que la observada en el LES. Aproximadamente un 60% presentan una artritis obvia, con deformidades semejantes a las observadas en la artritis reumatoide.
- Miositis: Las mialgias –dolores musculares- son habituales, pero en la mayoría de pacientes no se observa debilidad muscular, alteraciones electromiográficas o elevación de enzimas musculares, como en la polimiositis pura.
- Enfermedad cardiaca: La pericarditis es la manifestación cardiaca más común, observándose en 10-30% de los pacientes. También se pueden observar, afectación del miocardio, habitualmente secundaria a hipertensión pulmonar, así como anomalías de la conducción.
- Afectación pulmonar: Se observa hasta en el 75% de los pacientes. Se puede presentar derrame pleural, hipertensión pulmonar, enfermedad pulmonar intersticial, enfermedad tromboembólica y otras alteraciones.
- Enfermedad renal: La ausencia de enfermedad renal severa es un marcador de la EMTC. Una nefropatía membranosa se puede observar en algunos casos.
- Enfermedad gastrointestinal: Lo más habitual es la alteración de la motilidad esofágica como la observada en la esclerodermia.
- Afectación del sistema nervioso central (SNC): La descripción original de la enfermedad recalcaba la ausencia de afectación del SNC; sin embargo, se han visto neuropatías del trigémino (V par craneal), pérdida auditiva neurosensorial y cefaleas.
- Anomalías hematológicas: La presencia de ligera anemia e hipergammaglobulinemia son frecuentes; también se pueden observar otras anomalías hematológicas como las observadas en LES.
- Alteraciones de laboratorio: El factor reumatoide es positivo en el 50-70% de pacientes, los anticuerpos antipéptidos cíclicos citrulinados en el 50%. El hallazgo serológico universal en los pacientes con EMTC es la presencia de ANA positivo, cuya especificidad es anti U1 RNP, especialmente anticuerpos frente a la proteína 68 kD.

## Diagnóstico

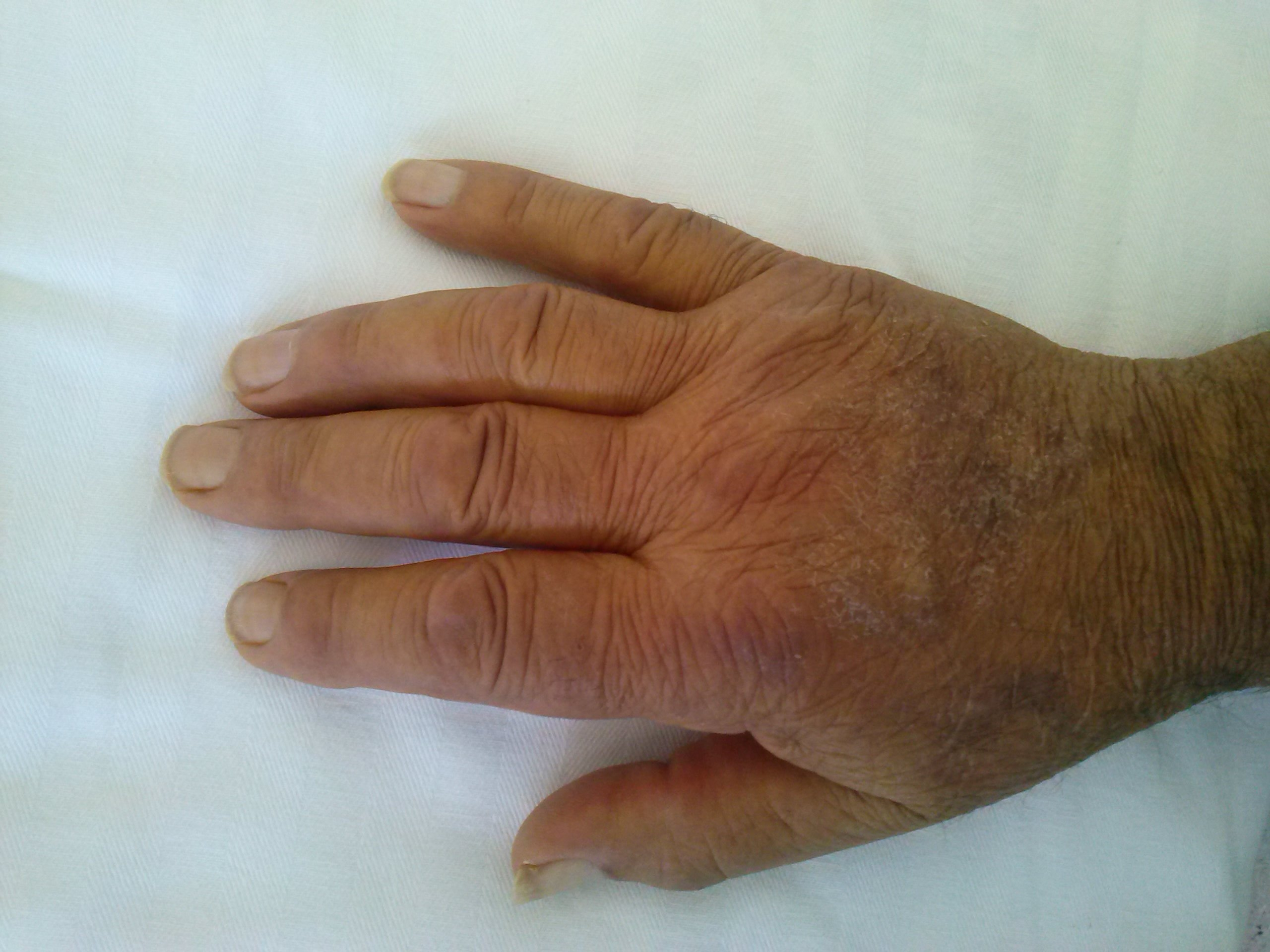
Tumefacción difusa de mano en paciente con EMTC.

Después de la descripción original del EMTC en 1972 por Sharp, hubo cierta controversia sobre si la EMTC era una conectivopatía distinta o no; sin embargo, después de cuatro décadas y más de 2000 publicaciones, parece que hay consenso sobre que a la EMTC se la debe considerar como una entidad clínica distinta, y así lo considera la mayoría de reumatólogos, aunque un subgrupo de pacientes puede evolucionar en su curso hacia otra conectivopatía.
Aunque casi cualquier órgano puede estar afectado en el EMTC, hay varios datos clínicos que hacen sospechar la enfermedad antes que las otras conectivopatías:
1. Fenómeno de Raynaud.
2. Manos edematosas y dedos hinchados.
3. Artritis más severa que en LES.
4. Hipertensión pulmonar (no debida a fibrosis pulmonar) que diferencia a la EMTC del LES y la esclerodermia.
5. Anticuerpos anti-RNP en títulos elevados, específicamente anticuerpos frente a la proteína 68 kD.
6. Ausencia de afectación severa renal o del SNC.

Se han descrito varios criterios para estandarizar el diagnóstico de la enfermedad, siendo unos de los más utilizados los de Alarcón-Segovia, aunque no hay unos criterios de aceptación universal. En general los criterios exigen la presencia de títulos elevados de anticuerpos anti RNP, la presencia de algún dato característico de la enfermedad –Raynaud o manos/dedos tumefactos– y la presencia de algún dato de al menos dos conectivopatías –LES, esclerodermia, polimiositis–.
| Criterios de Alarcón-Segovia y Villarreal para el diagnóstico de EMTC                                                           |
| A. Criterio serológico: Anti-RNP positivo a un título > 1:1600 por hemaglutinación                                              |
| B. Criterios clínicos 1. Edema de manos 2. Sinovitis 3. Miositis (inflamación músculo) 4. Fenómeno de Raynaud 5. Acroesclerosis |
| EMTC presente si: Criterio A junto con 3 o más criterios clínicos –uno de ellos debe ser sinovitis o miositis–.                 |

Con frecuencia pasan varios años antes de que aparecen datos suficientes para hacer el diagnóstico de EMTC, ya que los datos de LES, esclerodermia y polimiositis tienden a aparecer secuencialmente en el tiempo, por lo que a menudo, en las fases iniciales, el diagnóstico más apropiado es el de "conectivopatía indiferenciada".
Si el paciente tiene manos edematosas y/o dedos hinchados junto con títulos elevados de anticuerpos antinucleares, un elevado título de anticuerpos anti-U1 RNP  es un buen predictor de evolución hacia EMTC. La presencia de este anticuerpo específico es una condición sine qua non para el diagnóstico de EMTC, aunque su presencia aislada no garantiza que un paciente concreto tenga una EMTC o la vaya a desarrollar. Si los autoanticuerpos dominantes son antiDNAn, Sm, Scl70 o Ro, es probable que el paciente desarrolle otra conectivopatía distinta a la EMTC. Las manifestaciones clínicas de le EMTC parecen correlacionarse más intensamente con los anticuerpos contra las proteínas A’ y 68 kD del complejo U1 RNP. El fenotipo típico de la EMTC parece también estar, en parte, genéticamente determinado, así los pacientes con EMTC se asocian con el HLA-DR4 o HLA-DR2, mientras que los LES se asocian con el HLA-DR3 y la esclerodermia con el HLA-DR5.

## Pronóstico
La descripción original de la enfermedad se caracterizaba por un buen pronóstico general y excelente respuesta al tratamiento con corticoides; sin embargo, en la actualidad está claro que hay un grupo de pacientes con elevada morbilidad y mortalidad. En un estudio reciente las tasas de supervivencia a los 5, 10 y 15 años fueron del 98%, 96% y 88% respectivamente, siendo las principales causas de muerte la hipertensión pulmonar, los problemas cardiovasculares y las infecciones. La presencia de anticuerpos anticardiolipina es un factor de riesgo de enfermedad más grave, así como la presencia de más datos de esclerodermia y polimiositis.
La morbilidad es bastante elevada en los pacientes con EMTC, además del cansancio, las quejas musculoesqueléticas recurrentes, los ocasionales brotes de actividad que precisan dosis medias-altas de corticoides -y sus efectos adversos-, con frecuencia, los pacientes desarrollan un síndrome de fibromialgia que complica más el tratamiento.

### Evolución
Los pacientes diagnosticados como EMTC pueden evolucionar hacia un cuadro clínico más consistente con otra conectivopatía, como LES, esclerodermia o artritis reumatoide. En algunos estudios estos pacientes se han podido reclasificar con el paso del tiempo en otras entidades, como artritis reumatoide en un 9%, LES en un 15% y esclerodermia en un 21% de los casos. Tal evolución está, al menos en parte, determinada genéticamente; así, el LES es más probable en los pacientes con HLA-DR3 y la esclerodermia en los pacientes con HLA-DR5.

## Tratamiento
Aunque originalmente se describió a la EMTC como una entidad con muy buena respuesta al tratamiento con corticoides, el tratamiento de la enfermedad se basa en los tratamientos específicos de las manifestaciones y complicaciones clínicas, de modo semejante al que se realiza en las otras conectivopatías.
Para la artritis se suelen emplear los antiinflamatorios no esteroideos o dosis bajas de prednisona, que pueden ir asociados a metotrexato o hidroxicloroquina. Los corticoides en dosis más altas (0,25 a 1 mg/kg/día) se utilizan en complicaciones como la miositis, meningitis, pleuritis, pericarditis, miocarditis, enfermedad pulmonar intersticial o alteraciones hematológicas. Por el contrario, el fenómeno de Raynaud, la acroesclerosis o las neuropatías periféricas habitualmente son resistentes a los corticoides. La ciclofosfamida es útil en la enfermedad pulmonar intersticial y en la eventualmente rara afectación renal grave. En los casos de miositis o trombocitopenias resistentes a los corticoides pueden ser útiles las inmunoglobulinas intravenosas. Para el Raynaud pueden ser útiles las medidas generales (abandono del tabaco, protección contra el frío), los calcioantagonistas, las prostaglandinas endovenosas o los antagonistas de le endotelina-1. En los pacientes con reflujo gastroesofágico se pueden usar inhibidores de la bomba de protones y antagonistas del receptor H2, siguiendo las medidas para el tratamiento habitual de estos problemas en la esclerodermia.
Dado que la hipertensión pulmonar es la principal causa de muerte, su diagnóstico precoz mediante ecocardiografía de rutina y la instauración rápida de tratamiento -antagonistas de le endotelina-1 (bosentan), inhibidores de la fosfodiesterasa 5 (sildenafilo) o prostaciclina endovenosas (epoprostenol)- consiguen mejorar considerablemente la morbilidad y mortalidad.